# Masibulele Makepula
Masibulele Makepula (* 3. März 1973 in East London, Südafrika) ist ein ehemaliger südafrikanischer Boxer im Halbfliegengewicht. 

## Profikarriere
Im Jahre 1996 begann er erfolgreich seine Profikarriere. Am 19. Februar 2000 boxte er gegen Jacob Matlala um den Weltmeistertitel des Verbandes WBO und siegte nach Punkten. Diesen Gürtel verlor er noch im selben Jahr. Er war vom 26. Januar 2002 bis zum 14. September 2002 auch Weltmeister der IBO im Fliegengewicht.
Im Jahre 2008 beendete er seine Karriere.